# Lez-Fontaine
Lez-Fontaine è un comune francese di 215 abitanti situato nel dipartimento del Nord nella regione dell'Alta Francia.
Il suo territorio comunale è bagnato dalle acque della Solre.

## Società

### Evoluzione demografica
Abitanti censiti